# Agnia Bartó
Agnia Lvovna Bartó (en ruso А́гния Льво́вна Барто́; 17 de febrero de 1906 – 1 de abril de 1981) fue una poetisa soviética y escritora de literatura infantil de origen ruso judío. 

## Biografía
Agnia nació con el nombre de Gitel Léybovna Volova en Moscú dentro de una familia judía rusa. Su padre, Lev Nikoláievich Volov, era veterinario, y su madre, María (su apellido de soltera era Bloj), era de Kaunas, Lituania. Agnia estudió en una escuela de ballet. Le gustaba la poesía y pronto comenzó a escribir la suya propia, tratando de imitar a Anna Ajmátova y Vladímir Mayakovski. Leyó su poesía en la ceremonia de graduación de su escuela de ballet. Entre los invitados se encontraba el ministro de Educación y dramaturgo, Anatoli Lunacharski, quien comentó que en lugar de convertirse en bailarina, debería ser una poeta profesional. Según la leyenda, a pesar de que toda la poesía de Bartó en ese momento era sobre el amor y la revolución, Lunacharski predijo que se convertiría en una famosa poeta infantil. 
Agnia se casó con el ingeniero eléctrico y poeta italo- ruso [cita requerida]  Pável Bartó. Algunos de los poemas de sus hijos fueron publicados bajo los dos nombres: Agnia Bartó y Pável Bartó. En 1925, publicó sus primeros libros: El niño chino Wan-Lin (Китайчонок Ван-Линь) y Mishka el ladrón de poca monta (Мишка-Воришка). Posteriormente, publicó El primero de mayo (Первое мая), 1926 y Hermanitos (Братишки), 1928, que recibieron la crítica positiva de Kornéi Chukovski . Después de publicar en 1936 un libro de miniaturas poéticas para niños titulado Juguetes (Игрушки), se convirtió de repente en una de las autoras de literatura infantil más populares, con millones de ejemplares publicados. 

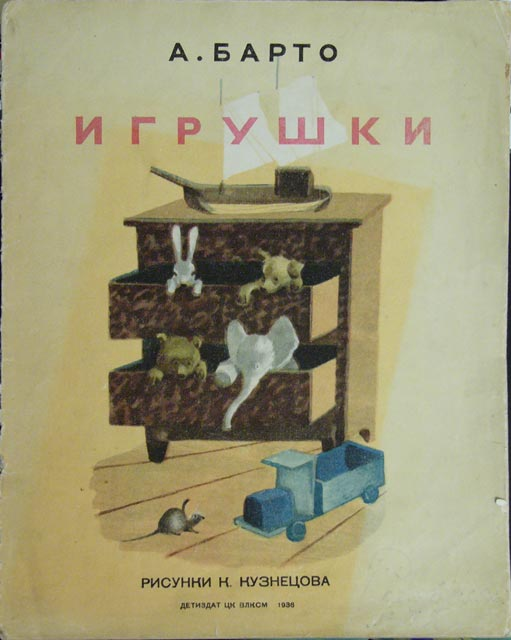
Portada del libro Juguetes, 1936.

Durante la Segunda Guerra Mundial, escribió poesía patriótica antinazi, a menudo directamente dirigida al líder del pueblo soviético, Iósif Stalin. También trabajó como corresponsal del Frente Occidental para el periódico Komsomólskaya Pravda. En 1949, recibió el Premio Stalin por su libro Poesía para niños . 
Durante la década de 1960, Bartó trabajó en un orfanato que la inspiró a escribir el poema Zvenígorod (Звенигород, escrito en 1947, pero publicado por primera vez en 1966). Durante nueve años, Bartó fue la presentadora del programa de radio Encontrar a una persona (Найти человека ), que ayudó a las personas a encontrar a sus familiares perdidos durante la Segunda Guerra Mundial. Durante ese tiempo ayudó a reunir al menos mil familias. Escribió un libro sobre este tema en 1966. En 1977, publicó Traducciones del lenguaje infantil (Переводы с детского) compuesto por sus traducciones de poesía escritas por niños de diferentes países. Murió en Moscú en 1981. 

## Guionista
Fue la autora del guion de las películas infantiles Expósito (Подкидыш, 1940), Un elefante y una cuerda (Слон и верёвочка) 1945, Aliosha Ptitsyn construye su carácter (Алёша Птицын вырабатывает характер), 1953, 10.000 chicos (10 000 мальчиков), 1962, y Encontrar a una persona (Найти человека), 1973.

## Premios y otros reconocimientos
- Orden de Lenin
- Orden de la Revolución de Octubre
- Dos Órdenes de la Bandera Roja del Trabajo
- Orden de la Insignia de Honor
- Medalla por el Rescate de Personas Ahogadas
- Orden de las Sonrisas (Polonia)
- 1950: Premio Stalin
- 1972: Premio Lenin
- 1976: Premio Hans Christian Andersen .
- El cráter Barto en Venus lleva su nombre desde 1985.
- Un planeta menor, 2279 Barto, descubierto en 1968 por la astrónoma soviética Liudmila Ivanovna Chernyj también fue nombrado en su honor.[2]